# Al-Musta'in (califfo abbaside del Cairo)
Abū l-Faḍl al-ʿAbbās b. al-Mutawakkil al-Mustaʿīn bi-llāh (in arabo  أبو الفضل العباس المستعين بالله‎?; Il Cairo, 1390 – Alessandria d'Egitto, febbraio/marzo 1430) è stato un califfo arabo.
Califfo abbaside "fantasma" o "fantoccio" dal 1406 al 1414, regnò - come tutti i califfi del Cairo - sotto la tutela dei Mamelucchi burgi. Portò il titolo di sultano per alcuni mesi, nel corso del 1412.

## Biografia
Al-Mustaʿīn bi-llāh succedette come califfo al padre al-Mutawakkil I alla fine del suo terzo mandato nel 1406, durante il regno del sultano mamelucco burgi al-Nāṣir Faraj.
Nel 1412, al-Nāṣir Faraj parte per la Siria, accompagnato da al-Mustaʿīn, con lo scopo di rimettere in riga gli emiri locali in rivolta, in particolare l'emiro Shaykh al-Muḥammudī, allora governatore di Aleppo. Il sultano si reca a Gaza con l'intenzione di trascorrevi qualche giorno, ma una parte delle sue truppe passa al nemico e quindi al-Nāṣir Faraj parte per Damasco. Assediato dagli emiri ribelli, il sultano si prepara a un lungo assedio. I ribelli hanno fatto prigioniero il califfo al-Mustaʿīn e gli ingiungono di pronunciarsi in loro favore, destituendo il sultano, accettandone il titolo. Il 7 maggio 1412, al-Mustaʿīn accetta il titolo sultanale a condizione di conservare quello di califfo in caso di destituzione dalla prima carica, giacché non si fa alcuna illusione circa la durata del suo mandato. Il 28 maggio al-Nāṣir Faraj è arrestato e ucciso nella fortezza di Damasco. Shaykh al-Muḥammudī torna al Cairo col Califfo al-Mustaʿīn..
Al-Mustaʿīn sembrò prendere il suo ruolo di Sultano seriamente e, invece d'insediarsi nel Palazzo dei Califfi, s'installa nella Cittadella, residenza dei sultani burji. Shaykh al-Muḥammudī riesce a rendere impopolare il Califfo e lo depone dopo appena sette mesi di regno, facendosi proclamare Sultano al suo posto, assumendo il titolo di al-Muʾayyad Abū al-Naṣr, Al-Mustaʿīn è inviato al suo palazzo califfale e poi deposto anche da Califfo, sostituito dal fratello minore Abū l-Fatḥ Dāwūd al-Muʿtaḍid II bi-llāh. È relegato ad Alessandria, dove muore di peste nel 1430.